# 弥生時代の墓制
本項では、弥生時代の墓制（やよいじだいのぼせい）について詳述する。

## 概観
縄文時代は、住居のそばに埋葬することが一般的であり、共同墓地としてはストーンサークルが知られるが、弥生時代になると集落の近隣に共同墓地を営むことが一般的となった。また、縄文期には地面に穴を掘り遺体を埋葬する土壙墓（どこうぼ）が中心だったが、弥生期は甕棺・石棺・木棺など埋葬用の棺の使用が中心となっていく。弥生期の墓制は、地域ごと、時期ごとに墓の形態が大きく異なる点に特徴があった。社会階層の分化に伴い、階層による墓制の差異も生じた。
以下のようにも考えることができる。それは、弥生時代の墓制は大きく三つの段階に分けられる。第一段階は集団墓・共同墓地であり、第二段階は集団墓の中に不均等が出てくるという段階であり、第三の段階は集団内の特定の人物あるいは特定なグループの墓地あるいは墓域が区画されるという段階である。その場合、墓域は普通、方形に区画されることが行われる。三つは段階であって時期ではないので、段階が同時にあらわれることが起きる。

## 甕棺墓
甕棺墓（かめかんぼ）は、甕・壺を棺とする墓である。弥生時代前期～中期の北部九州で非常に顕著に見られる。
甕棺墓は縄文時代から一部に見られていたが、甕棺は小型であり多くは乳幼児の葬送用であったと考えられている。弥生時代前期の北部九州において、成人埋葬用に大型の甕棺が製造され始め、甕棺墓が定着し始める。この頃は、支石墓の直下に甕棺を埋葬する形態も見られた。弥生時代中期に甕棺墓は最盛期を迎える。主として糸島市付近、福岡市付近、佐賀県神埼郡付近などに分布していた。弥生時代後期から衰退し、末期にはほとんど見られなくなる。このような変遷は、地域社会の大きな変貌があったと考えられる。
弥生時代の甕棺墓の特色は、成人を埋葬した点、成人埋葬用に大型の甕棺を製造した点にあり、世界的にも朝鮮半島南部に大量に、そして中国の長江中流域の遺跡には若干見られ、非常に珍しい墓制とされている。甕棺は、各時期ごとに共通点を持っており、甕棺を製造する特定の場所があったと想定されている。また各時期ごとの共通点を元に、研究者によって緻密な編年体系が構築されている。
甕棺は粘土で作成し、地面に燃料となる藁を厚く敷いた上に置かれ、さらに上に藁を厚く敷き詰め、その上部を粘土でドーム状に被って焼かれる。上部のドームは破壊され、内部の甕棺を取り出して使用する。成人用の甕棺を割れないように作るには有る程度の技術が必要であった。
甕棺内部では、膝を折った形の屈葬（くっそう）がとられることが多かった。屈めた遺体を甕棺に密閉することで、死者の魂を閉じこめようとする思想があったのではないかと考える論者もいる。また、副葬品を伴う甕棺と遺体のみの甕棺とがあり、社会階層の分化の表れだと推定されている。

## 支石墓
日本の支石墓（しせきぼ）は、数個の支石の上に長方形に近い天井石を載せる碁盤式の墓である。
日本では、縄文時代晩期の九州北西地域に出現する。当時、朝鮮半島南西部で支石墓が最盛期を迎えており、朝鮮半島からの強い影響があったものと考えられている。
主に松浦半島、前原市付近、糸島半島、島原半島などへ広まった。支石墓直下の埋葬方式としては、土壙墓・甕棺墓・石棺墓など様々な形態がとられていた。
最も古い支石墓は、唐津市東宇木にある葉山尻支石墓で、五基ある。天井石は長さ2メートル前後の巨石である。その支石墓から弥生時代前期の打製石鏃が一つ出土している。
朝鮮半島の影響を考慮すると、支石墓の被葬者は半島からの渡来人であると想定されている。
支石墓は、弥生時代前期のうちに北部九州から消滅していったが、その周辺の五島列島や愛媛県などへ、ごく限定的ながらも伝播していった。

## 石棺墓
石棺墓（せっかんぼ）は、板石を箱状に組み合わせて棺とする墓である。箱式石棺墓ともいう。石棺墓は弥生時代前期に、支石墓に伴う形で現れた。石棺墓は北部九州から中国地方西半部まで広がったが、内陸には見られず、海岸地域に集中していた。弥生中期には、北部九州で甕棺墓が主流となり、石棺墓の分布の中心は中国地方の瀬戸内沿岸となった。

## 木棺墓
木棺墓（もっかんぼ）は、木製の棺を用いる墓である。北部九州でも当初は木棺を用いた。しかし、前期末以降は集団墓地が中核となり、独自に生み出された甕棺を用いる甕棺墓へと変遷していった。近畿地方や伊勢湾沿岸部での主流となった。木棺を作るには、製板技術が必要であり、そのためには金属器（または磨製石器）の使用が不可欠であることから、弥生時代前期に出現したと考えられている。しかし木材は土中の保存状態が悪く、その実態は詳しく判っていない。
近畿地方では弥生前期に、木棺を方形の墳丘で埋め、周囲に溝を掘る方形周溝墓が登場した。（詳しくは後述）

## 墳丘墓
遺体埋葬地に土で塚を築く墳丘墓（ふんきゅうぼ）は、弥生時代前期から見られたが、比較的小規模であった。弥生後期になると墳丘の規模が一気に大きくなり、その後の古墳へとつながっていく。

### 方形周溝墓（方形低墳丘墓）

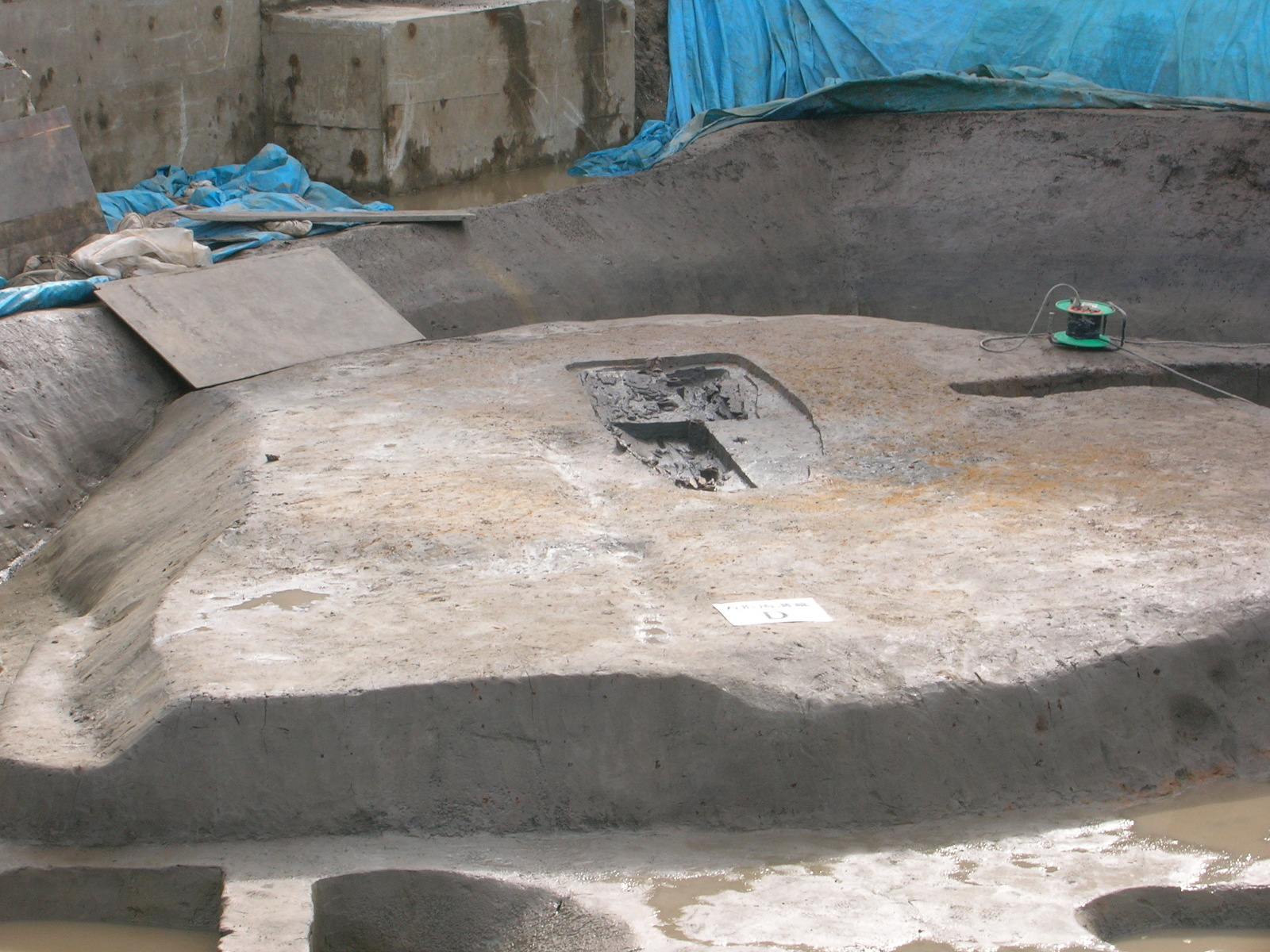
発掘中の方形周溝墓、舟形木棺の痕跡が見える（名古屋市・平手町遺跡）

弥生時代前期中頃に出現し、前期の間に伊勢湾に達した。その後中期中頃に南関東、後期には北関東・東北南部へと拡がった。
近畿地方で木棺埋葬地の周囲を一辺6～25mほどの方形に区画するように幅1～2mの溝を掘り、さらに土盛りして墳丘を築く墓が登場した。平坦な丘の頂、沖積地の微高地などにおいて集落のちかくに営まれることが多く、これを方形周溝墓（ほうけいしゅうこうぼ）という。平面形に多様さや石列は見られない。供献の土器類は、地域によって異なるが、一般に壺・高坏に器台・甕、鉢、その他などが加わる。
1964年に大場磐雄が東京都内にある宇津木向原遺跡で調査したものに命名したものが学界に報告されたのが初出であるが、それ以前にも各地で性格がつかめないまま確認されていた。最近では、方形低墳丘墓（ほうけいていふんきゅうぼ）と呼ばれることも多くなっている。また、従来、古墳時代初頭まで続く墓制とされた方形周溝墓について、近年の土器編年などの研究の進展によって、初期古墳や前期群集墳としてとらえる考え方が出てきたのに伴って、方形墳（ほうけいふん）と呼ぶ研究者も現れるようになった。
方形周溝墓は特定の個人墓ではなく、複数の被葬者が見られることから、家族の墓だったと考えられる。しかし、着装品の有無や赤色顔料の使用の有無などから序列化ができあがっていた。また、いくつもの方形周溝墓が密接して営まれることが多かったようである。溝に埋葬されることもある。
弥生中期には、周囲の土を削りだし、山や丘陵、尾根の上に造られた方形台状墓も現れ、中部地方・関東地方へ伝播した。弥生前期の中部・関東では、一度遺体を土壙して骨化させてから小型の甕や壺に埋納する再葬が行われていたが、方形周溝墓が伝わると墓制の主流となった。
方形周溝墓は弥生時代より早い時期に朝鮮半島に大量に発見されている。墳丘墓は支石墓と同じく、中国には見られない墓制で、朝鮮半島南部から伝えられたものと考えられている。これは弥生人が中国長江地域ではなく朝鮮半島から移住したことを証明している。北部九州では方形周溝墓は少なく近畿地方に発見され始める。その理由は方形周溝墓を作る集団が北部九州に定住した後、短い時間に近畿地方に直ぐ移動したからだと考えられている。福岡県東小田峰遺跡で弥生時代前期初頭の例がある。この方形低墳丘墓は弥生後期に大形化し、前方後円墳に発展する。

### 大型墳丘墓
弥生後期、近畿地方や瀬戸内海沿岸で、それまでより規模の大きい墳丘墓が営まれ始める。特に吉備地方（岡山県〜広島県東半）では、全長数十メートルに及ぶ墳丘墓も現れ、埴輪の祖型である大型の壺や器台を伴うようになる（特殊器台・特殊壺）。なかでも岡山県倉敷市の楯築墳丘墓は直径約45メートル、高さ約5メートルの円丘の両側に方形の張り出しを持ち、全長約80メートルもある双方中円墳の形をしている。この地域の代表的な首長の墓と考えられ、その築造年代は、3世紀前後に比定されている。なお、兵庫県たつの市揖保川町養久山（やくやま）5号墳も突出部を二つ持っている。これらの突出部は、祭壇などではなく、棺を担いだ埋葬の葬列が通る「道」だったと考えられる。前方後円墳の成立時には、前方部に変化していった。一方では山陰にも墳丘墓の大型化が起こるが形態は四隅突出型墳丘墓と呼ばれる方墳の角が突き出したような形態となっている。墳丘墓全体に貼り石を敷き詰めたような高度な土木技術が用いられたものもある。この形態は北陸地方にも伝播していることから、環日本海的な勢力に発展しており日本神話の述べる古代出雲の存在感と通ずる発見がされている。
これらの墳丘墓は、弥生中期以前の墳丘墓と規模的に一線を画している。そのため、墳丘墓の呼称を弥生後期の大規模なものに限るべきとする意見が、多数となりつつある。このような墳丘墓は、3世紀中葉過ぎに出現する前方後円墳などの古墳へと発展することになる。墳丘墓にはまだ地域性が見られたが、古墳は全国斉一的であり、大きな差異は見られなくなっている。このことは、3世紀中盤を画期として、九州から東日本にわたる統一的な政権が確立したことを示唆するという説が主流である。